# سعيد بن سليمان باشا
والي بغداد عام 1813م – 1817م وهو الابن الأكبر لسليمان باشا الكبير

## حياته
توفي أبوه وهو في التاسعة عشرة من عمره وأمه نابي خانم. دخل في صراع بدعم من عبد الرحمن أغا لنيل كرسي الولاية الذي حازه أخيراً عبد الله أغا التوتونجي بفرمان حمله إلى بغداد حالت أفندي موقع من السلطان العثماني، بعد مرحلة من الفتن والصراعات على الحكم اندلعت بعد وفاة سليمان باشا الكبير والذي أوصى بالولاية لصهره علي باشا الكهية. قام سعيد باشا عام 1812م باللجوء إلى سوق الشيوخ عند أمير المنتفق حمود الثامر الذي دعمه عسكرياً ضد التوتونجي  ونصره حتى استلم ولاية بغداد وحصوله على رتبة الوزارة في حزيران عام 1813م وكان حينها في الثامنة والعشرين من عمره 

## معركة سوق الشيوخ
«معركة سوق الشيوخ» أو معركة غليوين وجرت في سنة 1813م بين الوالي العثماني عبد الله باشا التوتونجي وبين المتمرد سعيد بك بن سليمان باشا الكبير ومناصروه  حمود الثامر امير المنتفق وجيش العشائر الذي بلغ عشرين الفاً وانتهت بانتصار سعيد بيك وهزيمة الوالي عبد الله ومقتله.

## ثورة شمر والخزاعل عليه
خلال سنوات حكم سليمان باشا الصغير وعبد الله التوتونجي كانت لفارس الجربا حظوة عندهما، واحتل منصب باب العرب بدلا من آل الشاوي. ولكن بعد معركة غليوين التي انتصر فيها سعيد باشا بدعم من حمود بن ثامر على التوتونجي وأصبح بعدها سعيد واليًا على العراق سنة 1228هـ/1813م تغيرت خريطة التحالفات القبلية، فتوجه الوالي الجديد نحو المنتفك وتخلى عن شمر والخزاعل اللتان كانتا لهما الحظوة زمن علي باشا وسليمان باشا والتوتونجي من 1802إلى 1813م، مما أثر على طبيعة العلاقات بينهم، فبدأت التوترات تطفو على السطح.
في سنة 1228هـ/1813م رفض الوالي سعيد باشا منح الشيخ فارس المزايا التي أعطاها له أسلافه ولاة بغداد السابقين مثل الشيخ الأول على منطقة الجزيرة بلا منازع، والهدايا السنوية التي تعطى له من خزينة بغداد، بالإضافة إلى عزله من منصب باب العرب، وأعاد الوالي المنصب إلى جاسم -أو قاسم- الشاوي شيخ قبيلة العبيد. فخرج الشيخ فارس من بغداد معلنًا العصيان على الحكومة، فقامت قبيلته بقطع طرق المواصلات بين الموصل وبغداد وحلب ربيع 1814م، فتوقفت الكراوين (مراكب لنقل المسافرين برًا) والمراكب التاتارية (البريد الحكومي)، واضطربت أرجاء الجزيرة الفراتية. وبعدها توجه الشيخ فارس مع ابن أخيه بنيه الجربا جنوبًا وتحالف مع الخزاعل، ثم بدأتا بحصار مدينة الحلة بعد أن نهبوا مدنًا وبلدات أخرى على طول الفرات. وبعدها دخلت شمر بقيادة فارس الجربا والخزاعل بقيادة حمد الحمود في معركة شرسة ضد القوات الحكومية استمرت أكثر من شهرين، فكانت الغلبة فيها للقوات الحكومية ومن والاها من قبائل المنتفق ورولة عنزة والظفير والعبيد.

## ولايته على بغداد
في 16 آيار 1813وبعد ورود انباء انتصاره ومقتل الوالي اسرع قاضي بغداد لاعلان الباشوية لسعيد بن سليمان الكبير وبعد دخوله ومؤيدوه وحمود الثامر منتصرين إلى بغداد تسلم فرمان الولاية في الشهر السادس من عام 1813 وامتازت فترة ولايته بالوهن وضعف الدولة بعد أن كان الوالي سعيد باشا لعبة بيد حمود الثامر الذي منحه ثلث ايراد العراق القادم من البصرة وقراها. وكذلك تدخل ام الوالي نابي خانم بعزل وتعيين العمال حيث ضغطت على ابنها لعزل صهرها داود باشا وتعيين الحاج عبد الله الخلوصي كهية له والذي استقال بعد أربعة أشهر فقط لما رأى من فساد الحال وتدهور الأوضاع وانشغال الوالي بملذاته الخاصة غير ملتفت لمسؤولياته ومهامه وتقريبه للمنحرفين والأوباش أمثال حمادي العلوجي الذي ارتفع في المناصب حتى وصل إلى منصب الكهية فكثر المتزلفون والمادحون وانتشرت الفوضى والاضطرابات فحصلت التوترات في مندلي ونشب الصراع الاهلي في النجف وامتد الصراع القبلي والحزازات إلى كربلاء

## موته
أصبح داود أغا زعيماً للمعارضة فالتف حوله الكثير من المماليك المتذمرين وغيرهم وفي عام 1816 غادر سراً إلى كركوك ومن هناك حصل على فرمان من السلطان بولاية بغداد وتحرك داود باشا بقواته إلى بغداد فقام الوالي سعيد بطلب الدعم من حليفه الشيخ حمود الثامر الذي لم يتأخر في نجدته بالف وخمسمائة فارس وفي 7 كانون الثاني 1817م وقعت المعركة بين الطرفين خارج سور بغداد من جهة باب المعظم  والتي نتجت عن انتصار أولي لسعيد باشا وانسحاب داود باشا نحو الشمال بغية الاستراحة، الا ان الأوضاع المتأزمة داخل بغداد أججت الثورة ضد سعيد باشا ودعما لداود باشا الذي دخل بغداد في 20 شباط من نفس العام وقام سيد عليوي أغا بالبحث عن سعيد باشا الذي وجده لائذاً بحضن أمه فقام بضربه بالبلطة فقطع رأسه عن جسده أمام ناظري أمه